# Livello Logico Business
Il Livello Logico Business (in inglese: business logic layer in sigla BLL) conosciuto anche come livello di dominio è una pratica di ingegneria del software di compartimentazione. Di solito il Livello Logico di Business è uno dei livelli di un'architettura multilivello. Separa la logica di business dagli altri moduli, come il livello di accesso dati (Data Access Layer) e l'interfaccia utente.
All'interno di questo livello, si possono ulteriormente partizionare i processi di business nelle cosiddette entità business. Gli oggetti di processo business implementa il pattern controller, il quale non contiene dati, ma metodi che gestiscono le interazioni tra le entità business.
Le entità business tipicamente corrispondono alle entità del modello di dominio logico, piuttosto che modello fisico della base di dati.